# Université de Brawijaya
L'université de Brawijaya (indonésien : Universitas Brawijaya, en abrégé UB) est une université d'État autonome en Indonésie, créée le 5 janvier 1963. Elle est située à Malang.
L'université de Brawijaya compte quatre campus, dont deux situés à Malang à Veteran et Dieng. Les autres sont à Kediri et à Jakarta. Le campus principal est situé dans la partie ouest de la ville de Malang avec une superficie totale de 60 hectares.

## Histoire

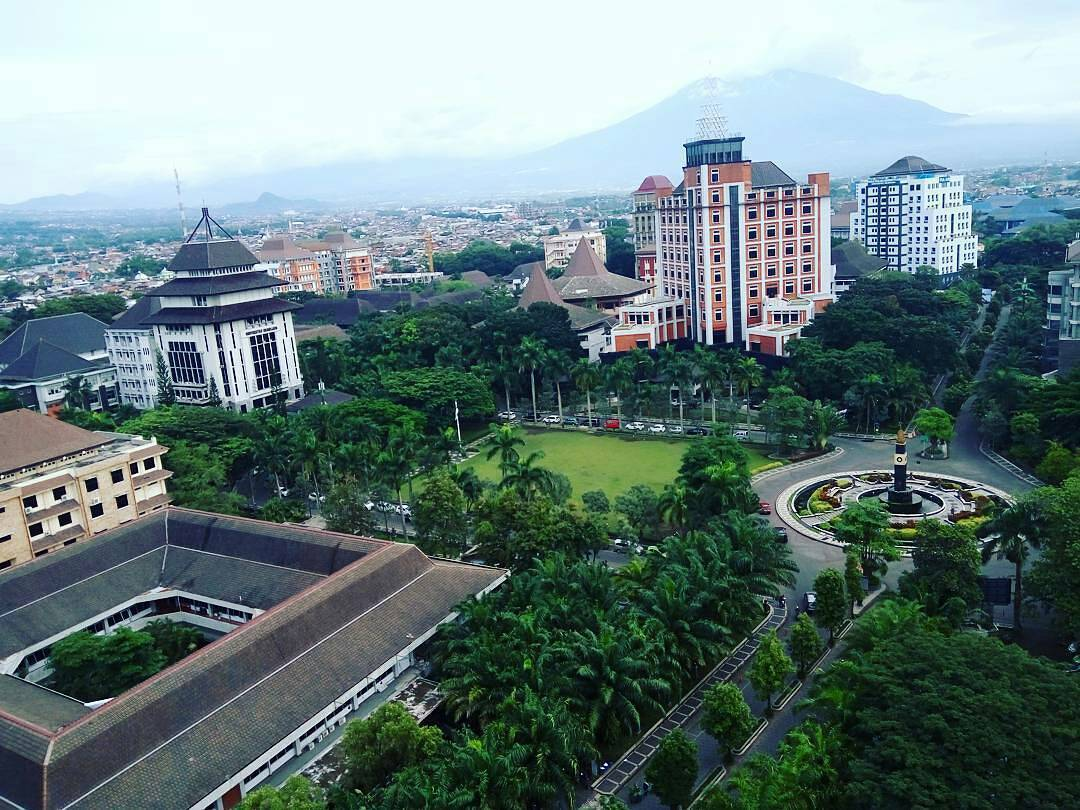
Vue aérienne de Brawijaya.

Le nom de Brawijaya a été accordé par le président de la république d'Indonésie le 11 juillet 1961. Ce nom est dérivé du titre des rois de Majapahit, un grand royaume d'Indonésie du XIIe au XVe siècle. L'université de Brawijaya s'est transformée en université d'État le 5 janvier 1963, à la suite d'un décret présidentiel publié plus tôt la même année. Cette date a ensuite été promulguée comme anniversaire de l'université de Brawijaya. Avant sa transformation en université d'État en 1967, l'université de Brawijaya avait commencé ses activités en 1957 à Malang, en tant que branche de l'université de Sawerigading Makassar. À cette époque, cette branche de Malang avait deux facultés : droit et économie. Puis, le 1er juillet 1960, son nom a été changé pour l'université municipale de Malang. Sous le nouveau nom, deux autres facultés ont été créées quelques mois plus tard: les sciences administratives et l'agriculture.
L'hymne de l'université de Brawijaya a été composé par un étudiant de la faculté de médecine vétérinaire et animale appelée Yanardhana en 1963, tandis que la marche de l'université de Brawijaya a été composée par Lilik Sugiarto en 1996. Les deux chansons sont encore fréquemment chantées.